# Leucopternis
Leucopternis is een geslacht van vogels uit de familie van de havikachtigen (Accipitridae). De wetenschappelijke naam van het geslacht is voor het eerst geldig gepubliceerd in 1847 door Kaup.

## Soorten
De volgende soorten zijn bij het geslacht ingedeeld:
- Leucopternis kuhli – Kuhls buizerd
- Leucopternis melanops – Zwartmaskerbuizerd
- Leucopternis semiplumbeus – Kleine bonte buizerd